# Denezières
Denezières là một xã trong vùng hành chính Franche-Comté, thuộc tỉnh Jura, quận Saint-Claude (quận), tổng Saint-Laurent-en-Grandvaux. Tọa độ địa lý của xã là 46° 36' vĩ độ bắc, 05° 48' kinh độ đông. Denezières nằm trên độ cao trung bình là 640 mét trên mực nước biển, có điểm thấp nhất là 519 mét và điểm cao nhất là 673 mét. Xã có diện tích 6.41 km², dân số vào thời điểm 2005 là 74 người; mật độ dân số là 12 người/km².

## Thông tin nhân khẩu
| 1962 | 1968 | 1975 | 1982 | 1990 | 1999 |
| ---- | ---- | ---- | ---- | ---- | ---- |
| 65   | 88   | 68   | 93   | 89   | 78   |

## Địa điểm tham quan
Nhà thờ của Denezières được xây dựng trong thế kỉ thứ 18 và cải tạo trong thế kỉ thứ 19.